# Ruby in paradiso
Ruby in paradiso (Ruby in Paradise) è un film del 1993 scritto, montato e diretto da Víctor Núñez.
Un omaggio al romanzo L'abbazia di Northanger di Jane Austen, il lungometraggio ha come attori principali Ashley Judd, Todd Field, Bentley Mitchum, Allison Dean, e Dorothy Lyman.

## Trama
Ruby è una giovane donna che decide di lasciare la sua piccola città nel Tennessee, sbarcando a Panama City, in Florida, una località turistica estiva che ha visitato da bambina. Nonostante arrivi in autunno, all'inizio della bassa stagione, Ruby trova lavoro presso il Chambers Beach Emporium, un negozio di souvenir gestito da Mildred Chambers. Nel corso di un anno tiene un diario dove contempla gli alti e bassi della sua carriera, la sua vita amorosa, il suo passato e le sue prospettive per il futuro.
La narrazione introspettiva di Ruby è intervallata da scene di routine tra il negozio di souvenir e le conversazioni con la sua amica Rochelle e gli uomini con cui esce: Ricky e Mike.